# Jonas Varkalys
Jonas Varkalys (ur. 28 sierpnia 1950 w Kyvaičiai) – litewski przedsiębiorca, samorządowiec i polityk, poseł na Sejm Republiki Litewskiej.

## Życiorys
W 1973 ukończył studia na inżynierii wodnej na Litewskiej Akademii Rolniczej. W 2001 uzyskał na tej samej uczelni magisterium w tej dziedzinie. W latach 1975–1992 pracował w przedsiębiorstwie melioracyjnym w Płungianach, od 1982 jako główny inżynier. Później do 2016 związany z prywatnym przedsiębiorstwem UAB „Plungės Jonis”, w tym jako akcjonariusz, dyrektor generalny (2004–2009) i prezes zarządu (2009–2016).
Działacz Ruchu Liberalnego Republiki Litewskiej, a także organizacji gospodarczych. W trakcie kampanii prezydenckiej kierował lokalnym sztabem wyborczym Valdasa Adamkusa. W latach 2000–2016 był radnym rejonu płungiańskiego. W wyborach parlamentarnych w 2016 z ramienia liberałów uzyskał mandat posła na Sejm. W 2020 z powodzeniem ubiegał się o poselską reelekcję.